# Allt du skulle vilja veta om sex, men varit för skraj att fråga om
Allt du skulle vilja veta om sex, men varit för skraj att fråga om (originaltitel: Everything You Always Wanted to Know About Sex* (*But Were Afraid to Ask)) är en amerikansk komedifilm från 1972 regisserad av Woody Allen. Filmen hade svensk premiär den 28 juni 1973.
Filmen består av ett antal korta sekvenser, löst inspirerade av faktaboken Everything You Always Wanted to Know About Sex (But Were Afraid to Ask), en bestseller från 1969 av David Reuben.

## Handling
I en serie av sketcher möter vi olika personer, sketcherna handlar om olika aspekter av sex och relationer. Några teman är perversioner, sexuella experiment och transvestism.

## Medverkande (i urval)
- Woody Allen – Victor, Fabrizio, narren, spermie[1]
- Jack Barry – Sig själv
- John Carradine – Dr. Bernardo
- Erin Fleming – The Girl
- Elaine Giftos – Mrs. Ross
- Geoffrey Holder – Sorcerer
- Toni Holt – Sig själv
- Lou Jacobi – Sam Musgrave
- Louise Lasser – Gina
- Robert Q. Lewis – Sig själv
- Heather MacRae – Helen Lacey
- Pamela Mason – Sig själv
- Sidney Miller – George
- Regis Philbin – Sig själv
- Anthony Quayle – The King
- Tony Randall – The Operator
- Lynn Redgrave – The Queen
- Burt Reynolds – Switchboard
- Ref Sanchez – Igor
- Gene Wilder – Dr. Ross
- Titos Vandis – Stavros Milos
- Baruch Lumet – the Rabbi